# Albo d'oro della DFB-Pokal

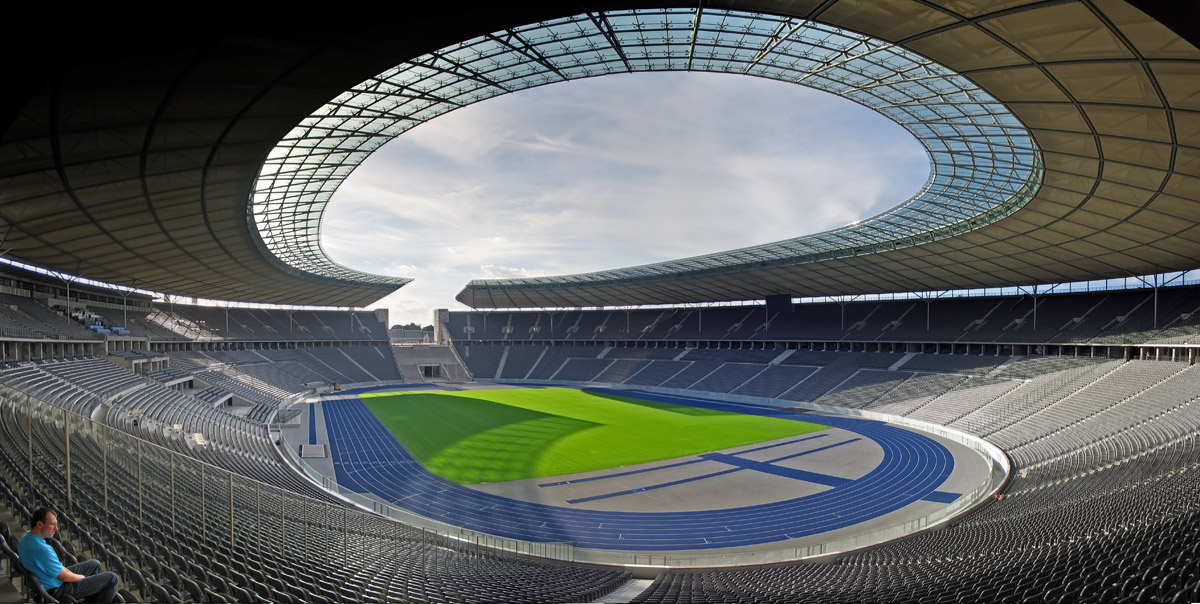
L'Olympiastadion di Berlino ha ospitato le finali di coppa dal 1985

L'albo d'oro della DFB-Pokal contiene tutte le finali della DFB-Pokal dall'inizio della competizione come Tschammerpokal nel 1935.
Le finali della DFB-Pokal di solito si svolgono alla fine di ogni stagione calcistica tedesca. In alcuni casi, come il 1970 e il 1974, le finali si sono svolte all'inizio della stagione successiva a causa della campionato mondiale di calcio. La data esatta è cambiata più volte nel corso degli anni. Fino al 1984, la finale si è svolta in varie sedi, il più delle volte a Francoforte, Stoccarda, Hannover o Düsseldorf.
Dal 1985, l'Olympiastadion di Berlino è la sede fissa delle finali.
C'è stato solo un derby nella finale di coppa, svoltasi nel 1983 tra i club di Colonia, il Colonia e il Fortuna Colonia. La partita si è svolta a Colonia. Inoltre, solo una volta la finale di coppa ha richiesto un replay, che ha avuto luogo nel 1977. Due giorni di riposo sono stati concessi ai giocatori dopo che la prima partita si è conclusa con un pareggio per 1–1 tempi supplementari. Alla fine, le regole sono state modificate per passare ai calci di rigore nel caso in cui il punteggio rimanesse in parità dopo i tempi supplementari. I primi calci di rigore in una finale ebbero luogo nel 1984.

## Albo d'oro

### Tschammerpokal
| Edizione | Anno | Data            | Vincitore (numero vittorie) | Risultato | Finalista perdente | Sede della finale                  | Spettatori |
| -------- | ---- | --------------- | --------------------------- | --------- | ------------------ | ---------------------------------- | ---------- |
| I        | 1935 | 8 dicembre 1935 | Norimberga (1)              | 2-0       | Schalke 04         | Düsseldorf - Rheinstadion          | 55 000     |
| II       | 1936 | 3 gennaio 1937  | VfB Lipsia (1)              | 2-1       | Schalke 04         | Berlino - Olympiastadion           | 70 000     |
| III      | 1937 | 9 gennaio 1938  | Schalke 04 (1)              | 2-1       | Fortuna Düsseldorf | Colonia - RheinEnergieStadion      | 72 000     |
| IV       | 1938 | 8 gennaio 1939  | Rapid Vienna (1)            | 3-1       | FSV Francoforte    | Berlino - Olympiastadion           | 38 000     |
| V        | 1939 | 8 aprile 1940   | Norimberga (2)              | 2-0       | Waldhof Mannheim   | Berlino - Olympiastadion           | 60 000     |
| VI       | 1940 | 1 dicembre 1940 | Dresdner SC (1)             | 2-1 (dts) | Norimberga         | Berlino - Olympiastadion           | 60 000     |
| VII      | 1941 | 2 ottobre 1941  | Dresdner SC (2)             | 2-1       | Schalke 04         | Berlino - Olympiastadion           | 65 000     |
| VIII     | 1942 | 15 ottobre 1942 | Monaco 1860 (1)             | 2-0       | Schalke 04         | Berlino - Olympiastadion           | 80 000     |
| IX       | 1943 | 31 ottobre 1943 | First Vienna (1)            | 3-2 (dts) | LSV Amburgo        | Stoccarda - Adolf-Hitler-Kampfbahn | 45 000     |

### DFB-Pokal
| Edizione | Anno      | Data              | Vincitore (numero vittorie) | Risultato     | Finalista perdente    | Sede della finale                  | Spettatori |
| -------- | --------- | ----------------- | --------------------------- | ------------- | --------------------- | ---------------------------------- | ---------- |
| X        | 1952-1953 | 1 maggio 1953     | Rot-Weiss Essen (1)         | 2-1           | Alemannia Aquisgrana  | Düsseldorf - Rheinstadion          | 40 000     |
| XI       | 1953-1954 | 17 aprile 1954    | Stoccarda (1)               | 1-0 (dts)     | Colonia               | Ludwigshafen - Südweststadion      | 60 000     |
| XII      | 1954-1955 | 21 maggio 1955    | Karlsruhe (1)               | 3-2           | Schalke 04            | Braunschweig - Eintracht-Stadion   | 25 000     |
| XIII     | 1955-1956 | 5 agosto 1956     | Karlsruhe (2)               | 3-1           | Amburgo               | Karlsruhe - Wildparkstadion        | 25 000     |
| XIV      | 1957      | 29 dicembre 1957  | Bayern Monaco (1)           | 1-0           | Fortuna Düsseldorf    | Augusta - Rosenaustadion           | 42 000     |
| XV       | 1957-1958 | 16 ottobre 1958   | Stoccarda (2)               | 4-3 (dts)     | Fortuna Düsseldorf    | Kassel - Auestadion                | 28 000     |
| XVI      | 1958-1959 | 27 dicembre 1959  | Schwarz-Weiß Essen (1)      | 5-2           | Borussia Neunkirchen  | Kassel - Auestadion                | 20 000     |
| XVII     | 1959-1960 | 5 ottobre 1960    | Borussia M'gladbach (1)     | 3-2           | Karlsruhe             | Düsseldorf - Rheinstadion          | 50 000     |
| XVIII    | 1960-1961 | 13 settembre 1961 | Werder Brema (1)            | 2-0           | Kaiserslautern        | Gelsenkirchen - Glückauf-Kampfbahn | 18 000     |
| XIX      | 1961-1962 | 29 agosto 1962    | Norimberga (3)              | 2-1 (dts)     | Fortuna Düsseldorf    | Hannover - Niedersachsenstadion    | 41 000     |
| XX       | 1962-1963 | 14 agosto 1963    | Amburgo (1)                 | 3-0           | Borussia Dortmund     | Hannover - Niedersachsenstadion    | 68 000     |
| XXI      | 1963-1964 | 13 giugno 1964    | Monaco 1860 (2)             | 2-0           | Eintracht Francoforte | Stoccarda - Neckarstadion          | 45 000     |
| XXII     | 1964-1965 | 22 maggio 1965    | Borussia Dortmund (1)       | 2-0           | Alemannia Aquisgrana  | Hannover - Niedersachsenstadion    | 55 000     |
| XXIII    | 1965-1966 | 4 giugno 1966     | Bayern Monaco (2)           | 4-2           | Duisburg              | Francoforte - Waldstadion          | 62 000     |
| XXIV     | 1966-1967 | 10 giugno 1967    | Bayern Monaco (3)           | 4-0           | Amburgo               | Stoccarda - Neckarstadion          | 67 000     |
| XXV      | 1967-1968 | 9 giugno 1968     | Colonia (1)                 | 4-1           | Bochum                | Ludwigshafen - Südweststadion      | 60 000     |
| XXVI     | 1968-1969 | 14 giugno 1969    | Bayern Monaco (4)           | 2-1           | Schalke 04            | Francoforte - Waldstadion          | 60 000     |
| XXVII    | 1969-1970 | 29 agosto 1970    | Kickers Offenbach (1)       | 2-1           | Colonia               | Hannover - Niedersachsenstadion    | 50 000     |
| XXVIII   | 1970-1971 | 19 giugno 1971    | Bayern Monaco (5)           | 2-1 (dts)     | Colonia               | Stoccarda - Neckarstadion          | 71 000     |
| XXIX     | 1971-1972 | 1 luglio 1972     | Schalke 04 (2)              | 5-0           | Kaiserslautern        | Hannover - Niedersachsenstadion    | 61 000     |
| XXX      | 1972-1973 | 23 giugno 1973    | Borussia M'gladbach (2)     | 2-1 (dts)     | Colonia               | Düsseldorf - Rheinstadion          | 69 000     |
| XXXI     | 1973-1974 | 17 agosto 1974    | Eintracht Francoforte (1)   | 3-1 (dts)     | Amburgo               | Düsseldorf - Rheinstadion          | 52 000     |
| XXXII    | 1974-1975 | 21 giugno 1975    | Eintracht Francoforte (2)   | 1-0           | Duisburg              | Hannover - Niedersachsenstadion    | 43 000     |
| XXXIII   | 1975-1976 | 26 giugno 1976    | Amburgo (2)                 | 2-0           | Kaiserslautern        | Francoforte - Waldstadion          | 61 000     |
| XXXIV    | 1976-1977 | 30 maggio 1977    | Colonia (2)                 | 1-0 (rep.)    | Hertha Berlino        | Hannover - Niedersachsenstadion    | 35 000     |
| XXXV     | 1977-1978 | 15 aprile 1978    | Colonia (3)                 | 2-0           | Fortuna Düsseldorf    | Gelsenkirchen - Parkstadion        | 70 000     |
| XXXVI    | 1978-1979 | 23 giugno 1979    | Fortuna Düsseldorf (1)      | 1-0 (dts)     | Hertha Berlino        | Hannover - Niedersachsenstadion    | 56 000     |
| XXXVII   | 1979-1980 | 4 giugno 1980     | Fortuna Düsseldorf (2)      | 2-1           | Colonia               | Gelsenkirchen - Parkstadion        | 56 000     |
| XXXVIII  | 1980-1981 | 2 maggio 1981     | Eintracht Francoforte (3)   | 3-1           | Kaiserslautern        | Stoccarda - Neckarstadion          | 71 000     |
| XXXIX    | 1981-1982 | 1 maggio 1982     | Bayern Monaco (6)           | 4-2           | Norimberga            | Francoforte - Waldstadion          | 61 000     |
| XL       | 1982-1983 | 11 giugno 1983    | Colonia (4)                 | 1-0           | Fortuna Colonia       | Colonia - Müngersdorfer Stadion    | 61 000     |
| XLI      | 1983-1984 | 31 maggio 1984    | Bayern Monaco (7)           | 1-1 (7-6 dtr) | Borussia M'gladbach   | Francoforte - Waldstadion          | 61 000     |
| XLII     | 1984-1985 | 26 maggio 1985    | Bayer Uerdingen (1)         | 2-1           | Bayern Monaco         | Berlino Ovest - Olympiastadion     | 70 000     |
| XLIII    | 1985-1986 | 3 maggio 1986     | Bayern Monaco (8)           | 5-2           | Stoccarda             | Berlino Ovest - Olympiastadion     | 76 000     |
| XLIV     | 1986-1987 | 20 giugno 1987    | Amburgo (3)                 | 3-1           | Kickers Stoccarda     | Berlino Ovest - Olympiastadion     | 76 000     |
| XLV      | 1987-1988 | 28 maggio 1988    | Eintracht Francoforte (4)   | 1-0           | Bochum                | Berlino Ovest - Olympiastadion     | 76 000     |
| XLVI     | 1988-1989 | 24 giugno 1989    | Borussia Dortmund (2)       | 4-1           | Werder Brema          | Berlino Ovest - Olympiastadion     | 76 000     |
| XLVII    | 1989-1990 | 19 maggio 1990    | Kaiserslautern (1)          | 3-2           | Werder Brema          | Berlino Ovest - Olympiastadion     | 76 000     |
| XLVIII   | 1990-1991 | 22 giugno 1991    | Werder Brema (2)            | 1-1 (4-3 dtr) | Colonia               | Berlino - Olympiastadion           | 73 000     |
| XLIX     | 1991-1992 | 23 maggio 1992    | Hannover 96 (1)             | 0-0 (4-3 dtr) | Borussia M'gladbach   | Berlino - Olympiastadion           | 76 000     |
| L        | 1992-1993 | 12 giugno 1993    | Bayer Leverkusen (1)        | 1-0           | Hertha Berlino II     | Berlino - Olympiastadion           | 76 000     |
| LI       | 1993-1994 | 14 maggio 1994    | Werder Brema (3)            | 3-1           | Rot-Weiss Essen       | Berlino - Olympiastadion           | 76 000     |
| LII      | 1994-1995 | 24 giugno 1995    | Borussia M'gladbach (3)     | 3-0           | Wolfsburg             | Berlino - Olympiastadion           | 75 700     |
| LIII     | 1995-1996 | 25 maggio 1996    | Kaiserslautern (2)          | 1-0           | Karlsruhe             | Berlino - Olympiastadion           | 75 800     |
| LIV      | 1996-1997 | 14 giugno 1997    | Stoccarda (3)               | 2-0           | Energie Cottbus       | Berlino - Olympiastadion           | 76 400     |
| LV       | 1997-1998 | 16 maggio 1998    | Bayern Monaco (9)           | 2-1           | Duisburg              | Berlino - Olympiastadion           | 75 800     |
| LVI      | 1998-1999 | 12 giugno 1999    | Werder Brema (4)            | 1-1 (6-5 dtr) | Bayern Monaco         | Berlino - Olympiastadion           | 75 800     |
| LVII     | 1999-2000 | 6 maggio 2000     | Bayern Monaco (10)          | 3-0           | Werder Brema          | Berlino - Olympiastadion           | 76 000     |
| LVIII    | 2000-2001 | 26 maggio 2001    | Schalke 04 (3)              | 2-0           | Union Berlino         | Berlino - Olympiastadion           | 73 000     |
| LIX      | 2001-2002 | 11 maggio 2002    | Schalke 04 (4)              | 4-2           | Bayer Leverkusen      | Berlino - Olympiastadion           | 70 000     |
| LX       | 2002-2003 | 31 maggio 2003    | Bayern Monaco (11)          | 3-1           | Kaiserslautern        | Berlino - Olympiastadion           | 70 500     |
| LXI      | 2003-2004 | 29 maggio 2004    | Werder Brema (5)            | 3-2           | Alemannia Aquisgrana  | Berlino - Olympiastadion           | 70 000     |
| LXII     | 2004-2005 | 28 maggio 2005    | Bayern Monaco (12)          | 2-1           | Schalke 04            | Berlino - Olympiastadion           | 74 349     |
| LXIII    | 2005-2006 | 29 aprile 2006    | Bayern Monaco (13)          | 1-0           | Eintracht Francoforte | Berlino - Olympiastadion           | 74 349     |
| LXIV     | 2006-2007 | 26 maggio 2007    | Norimberga (4)              | 3-2 (dts)     | Stoccarda             | Berlino - Olympiastadion           | 74 220     |
| LXV      | 2007-2008 | 20 aprile 2008    | Bayern Monaco (14)          | 2-1 (dts)     | Borussia Dortmund     | Berlino - Olympiastadion           | 74 244     |
| LXVI     | 2008-2009 | 30 maggio 2009    | Werder Brema (6)            | 1-0           | Bayer Leverkusen      | Berlino - Olympiastadion           | 74 267     |
| LXVII    | 2009-2010 | 15 maggio 2010    | Bayern Monaco (15)          | 4-0           | Werder Brema          | Berlino - Olympiastadion           | 72 954     |
| LXVIII   | 2010-2011 | 21 maggio 2011    | Schalke 04 (5)              | 5-0           | Duisburg              | Berlino - Olympiastadion           | 75 708     |
| LXIX     | 2011-2012 | 12 maggio 2012    | Borussia Dortmund (3)       | 5-2           | Bayern Monaco         | Berlino - Olympiastadion           | 74 497     |
| LXX      | 2012-2013 | 1 giugno 2013     | Bayern Monaco (16)          | 3-2           | Stoccarda             | Berlino - Olympiastadion           | 73 490     |
| LXXI     | 2013-2014 | 17 maggio 2014    | Bayern Monaco (17)          | 2-0 (dts)     | Borussia Dortmund     | Berlino - Olympiastadion           | 76 197     |
| LXXII    | 2014-2015 | 30 maggio 2015    | Wolfsburg (1)               | 3-1           | Borussia Dortmund     | Berlino - Olympiastadion           | 75 815     |
| LXXIII   | 2015-2016 | 21 maggio 2016    | Bayern Monaco (18)          | 0-0 (4-3 dtr) | Borussia Dortmund     | Berlino - Olympiastadion           | 75 684     |
| LXXIV    | 2016-2017 | 27 maggio 2017    | Borussia Dortmund (4)       | 2-1           | Eintracht Francoforte | Berlino - Olympiastadion           | 74 322     |
| LXXV     | 2017-2018 | 19 maggio 2018    | Eintracht Francoforte (5)   | 3-1           | Bayern Monaco         | Berlino - Olympiastadion           | 74 322     |
| LXXVI    | 2018-2019 | 25 maggio 2019    | Bayern Monaco (19)          | 3-0           | RB Lipsia             | Berlino - Olympiastadion           | 74 322     |
| LXXVII   | 2019-2020 | 4 luglio 2020     | Bayern Monaco (20)          | 4-2           | Bayer Leverkusen      | Berlino - Olympiastadion           | 0          |
| LXXVIII  | 2020-2021 | 13 maggio 2021    | Borussia Dortmund (5)       | 4-1           | RB Lipsia             | Berlino - Olympiastadion           | 0          |
| LXXIX    | 2021-2022 | 21 maggio 2022    | RB Lipsia (1)               | 1-1 (4-2 dtr) | Friburgo              | Berlino - Olympiastadion           | 74 322     |
| LXXX     | 2022-2023 | 3 giugno 2023     | RB Lipsia (2)               | 2-0           | Eintracht Francoforte | Berlino - Olympiastadion           | 74 322     |
| LXXXI    | 2023-2024 | 25 maggio 2024    | Bayer Leverkusen (2)        | 1-0           | Kaiserslautern        | Berlino - Olympiastadion           | 74 322     |
| LXXXII   | 2024-2025 | 24 maggio 2025    | Stoccarda (4)               | 4-2           | Arminia Bielefeld     | Berlino - Olympiastadion           | 74 036     |

## Vittorie per squadra
| Squadra               | Vittorie | Sconfitte | Anni delle vittorie |
| --------------------- | -------- | --------- | --- |
| Bayern Monaco         | 20       | 4         | 1957, 1966, 1967, 1969, 1971, 1982, 1984, 1986, 1998, 2000, 2003, 2005, 2006, 2008, 2010, 2013, 2014, 2016, 2019, 2020 |
| Werder Brema          | 6        | 4         | 1961, 1991, 1994, 1999, 2004, 2009                                                                                     |
| Schalke 04            | 5        | 7         | 1937, 1972, 2001, 2002, 2011                                                                                           |
| Eintracht Francoforte | 5        | 3         | 1974, 1975, 1981, 1988, 2018                                                                                           |
| Borussia Dortmund     | 5        | 5         | 1965, 1989, 2012, 2017, 2021                                                                                           |
| Colonia               | 4        | 6         | 1968, 1977, 1978, 1983                                                                                                 |
| Stoccarda             | 4        | 3         | 1954, 1958, 1997, 2025                                                                                                 |
| Norimberga            | 4        | 2         | 1935, 1939, 1962, 2007                                                                                                 |
| Amburgo               | 3        | 3         | 1963, 1976, 1987 |
| Borussia M'gladbach   | 3        | 2         | 1960, 1973, 1995 |
| Kaiserslautern        | 2        | 6         | 1990, 1996 |
| Fortuna Düsseldorf    | 2        | 5         | 1979, 1980 |
| Bayer Leverkusen      | 2        | 3         | 1993, 2024 |
| Karlsruhe             | 2        | 2         | 1955, 1956 |
| RB Lipsia             | 2        | 2         | 2022, 2023 |
| Dresdner SC           | 2        | -         | 1940, 1941 |
| Monaco 1860           | 2        | -         | 1942, 1964 |
| Rot-Weiss Essen       | 1        | 1         | 1953 |
| Wolfsburg             | 1        | 1         | 2015 |
| Bayer Uerdingen       | 1        | -         | 1985 |
| Hannover 96           | 1        | -         | 1992 |
| VfB Lipsia            | 1        | -         | 1936 |
| Kickers Offenbach     | 1        | -         | 1970 |
| Rapid Vienna          | 1        | -         | 1938 |
| Schwarz-Weiß Essen    | 1        | -         | 1959 |
| First Vienna          | 1        | -         | 1943 |